# Марк Клавдий Марцелл (консул 222 года до н. э.)
Марк Кла́вдий Марце́лл (лат. Marcus Claudius Marcellus; родился около 270 года до н. э., Римская республика — погиб в 208 году до н. э., окрестности Венузии) — древнеримский военачальник и политический деятель, пятикратный консул Римской республики (в 222, 215, 214, 210 и 208 годах до н. э.). Принадлежал к влиятельному аристократическому роду Клавдиев.
С юности имел репутацию превосходного воина; во время первого консульства (222 год до н. э.) разгромил галлов в долине реки Пад и убил в единоборстве их царя, а потом взял Медиолан. Во Второй Пунической войне в боях под Нолой в 215 году до н. э. впервые после ряда поражений относительно удачно сразился с Ганнибалом. В 213—211 годах командовал армией в Сицилии, где вёл тяжёлую для римлян осаду Сиракуз. Несмотря на ожесточённую оборону, в организации которой принимал участие Архимед, Марцелл взял город и заново подчинил Риму большую часть острова. Вернувшись в Италию, Марк Клавдий ещё два года успешно противостоял Ганнибалу на юге Апеннинского полуострова и погиб в 208 году до н. э. в случайной стычке.
За заслуги в войне с Карфагеном Марк Клавдий получил прозвище «меч Италии». Из Сицилии он привёз богатую добычу, в том числе множество культурных ценностей, и таким образом внёс существенный вклад в эллинизацию римского общества.

## Происхождение
Марцелл принадлежал к плебейской ветви Клавдиев, которая, вероятно, изначально находилась в тесной связи с Клавдиями-патрициями: первые Марцеллы, достигшие курульных магистратур, ещё могли быть клиентами Клавдиев Крассов. Когномен Марцелл является уменьшительной формой преномена Марк, хотя Плутарх возводил этимологию к имени римского бога войны. Первым носителем этого когномена, упоминающимся в источниках, был консул 331 года до н. э. Пятикратный консул предположительно был правнуком последнего и внуком консула 287 года. Отец Марка Клавдия, носивший, согласно капитолийским фастам, тот же преномен, консульства не достиг и в источниках отдельно не упоминается. При этом Плутарх ошибочно утверждает, будто именно герой Второй Пунической войны был первым Марцеллом.
Братом Марка Клавдия был некто Отацилий — вероятно, Тит Отацилий Красс, претор 217 и 214 годов до н. э. Неизвестно, был ли это единоутробный брат, Марцелл по рождению, усыновлённый одним из Отацилиев или двоюродный брат Марка Клавдия.

## Биография

### Начало карьеры

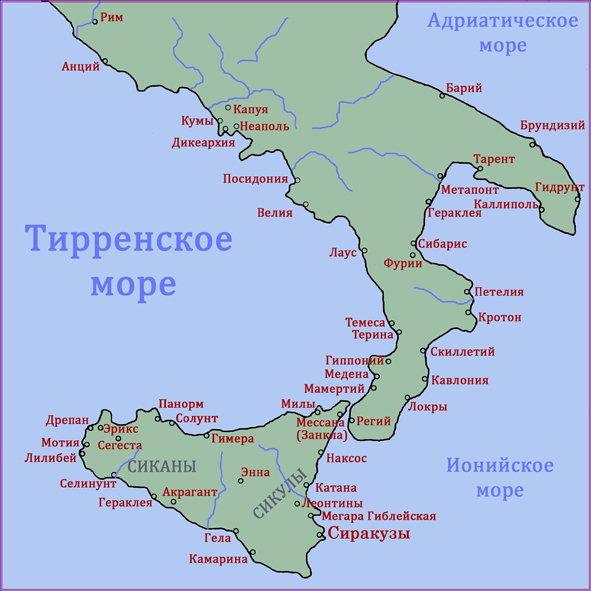
Сицилия и Южная Италия

В течение всей своей жизни Марк Клавдий был, в первую очередь, военным. Плутарх относит его к тому поколению римлян, которые в молодости сражались в Первой Пунической войне, в зрелые годы воевали с галлами, а в преклонном возрасте были вынуждены снова взять оружие в руки, чтобы дать отпор Ганнибалу.
В Сицилии во время Первой Пунической войны Марцелл продемонстрировал свои храбрость и воинские умения: Марк Клавдий «был искушён во всех видах боя, но в поединках превосходил самого себя», за что неоднократно получал награды. Более конкретно известно только, что в одном из боёв Марцелл спас жизнь своему брату Отацилию, «прикрыв его щитом и перебив нападавших». Т. Моммзен пишет, что Марк Клавдий «прошел хорошую школу во время трудной борьбы с Гамилькаром».
Позже Марк Клавдий был избран курульным эдилом и принят в состав коллегии авгуров. Точных датировок здесь нет, но Т. Броутон предположительно относит эдилитет и кооптацию в авгуры к 226 году до н. э. Во время отправления своей первой магистратуры Марцелл инициировал судебный процесс против плебейского эдила (или народного трибуна) Гая Скантиния Капитолина, который попытался растлить его несовершеннолетнего сына. Капитолин всё отрицал, но сенат, если верить Плутарху, поверил мальчику, расплакавшемуся во время допроса, и оштрафовал Гая Скантиния; Марцелл-старший на полученные деньги заказал серебряные сосуды для возлияний и посвятил их богам.
Предположительно в 224 году до н. э. Марк Клавдий был претором; его коллегой мог быть патриций Публий Фурий Фил.

### Война с галлами
Реституционный денарий императора Траяна
Первой точно датируемой магистратурой Марцелла стал консулат 222 года до н. э.: после отстранения от должности консулов предыдущего года, Гая Фламиния и Публия Фурия Фила, интеррексы организовали выборы, на которых победил Марк Клавдий, а последний уже избрал своим коллегой патриция Гнея Корнелия Сципиона Кальва.
В это время шла война с галльским племенем инсубров: Фламиний и Фурий нанесли им большое поражение, и галлы просили теперь мира, но оба новых консула относились к партии войны. Марцелл и Сципион Кальв убедили народное собрание продолжить военные действия и сами выступили с армиями на север. Инсубры в ответ заключили союз с племенем гесатов.
Театром военных действий стала долина Пада. Марцелл, оставив коллегу у Ацерр, взял две трети всей конницы и 600 вооружённых пехотинцев и с этими силами предпринял бросок на крепость Кластидий, окрестности которой опустошали гесаты. Последние, уверенные в своём превосходстве, атаковали римлян; Марцелл, чтобы избежать окружения, удлинил боевую линию своего войска, чтобы она, потеряв в глубине, сравнялась с вражеской по протяжённости. В последовавшей за этим битве консул собственноручно убил царя гесатов Бритомарта. Галлы были обращены в бегство и понесли огромные потери, поскольку в тылу у них была река.
Одержав эту победу, Марцелл снова объединил свои силы со Сципионом Кальвом, который к тому времени уже взял Ацерры и начал борьбу за Медиолан. Правда, действовал Гней Корнелий не слишком удачно: галлы даже осадили его в собственном лагере. Узнав о приближении второй римской армии и о гибели своего царя, гесаты ушли, Медиолан вскоре был взят, а оставшиеся в одиночестве инсубры сдались.
Рассказы об этих событиях основных источников — Полибия и Плутарха — очень тенденциозны. Полибий, испытывавший большую симпатию ко всем Сципионам, упоминает победу Марцелла, но обходит молчанием эпизод с поединком и триумф, которого был удостоен только Марк Клавдий. К тому же в его изложении Гней Корнелий сам побеждает галлов и берёт Медиолан. Плутарх же уделяет поединку с Бритомартом и доспехам последнего, которые Марцелл принёс в дар Юпитеру-Феретрию, основное внимание, удостаивая остальные события галльской войны только беглого упоминания.

### Ганнибалова война: Нола
В первые годы Ганнибаловой войны Марцелл не упоминается в источниках. В историографии есть предположение, что именно он стоял за своим сородичем Квинтом Клавдием, одним из народных трибунов 218 года до н. э., который добился принятия закона против роскоши. Брат Марцелла Тит Отацилий с 217 года был бессменным командующим флотом в Сицилии; таким образом, уже тогда Марк Клавдий имел связи на этом острове, где в последующие годы были сосредоточены основные его интересы. Отацилий был женат на племяннице жены Квинта Фабия Максима и поэтому мог играть роль «своеобразного посредника» между Марцеллом и этим влиятельным политиком.
Очередное упоминание Марцелла в источниках относится уже к 216 году до н. э., когда он во второй раз был претором вместе с Публием Фурием Филом. Во главе флота он находился в Остии и готовился отплыть к берегам Сицилии, которой угрожали сразу две карфагенских эскадры. Но после разгрома при Каннах сенат постановил передать под командование Марцелла остатки армии, укрывшиеся в Канузии, а в Сицилию отправился Публий Фурий. Это решение выдвинуло на первые позиции в войне Марцелла и весь род Клавдиев.
Ещё на пути в Канузий, в Казилине, Марк Клавдий встретил послов из города Нола, просивших о помощи против Ганнибала: карфагеняне, только что заключившие союз с Капуей, приближались к Ноле, рассчитывая, что местный плебс откроет им ворота, а аристократия этого города всё же ориентировалась на Рим. Марцелл, чтобы не столкнуться с Ганнибалом, совершил обходной манёвр и занял укреплённую позицию рядом с Нолой. Этот пункт (Кастра Клавдиана) оказался расположен настолько выгодно, что Ганнибалу пришлось отказаться от нападения на Нолу, и римляне смогли сохранить часть своего былого влияния в Кампании.
Марцелл расквартировал свою армию непосредственно в Ноле, но его положение здесь оставалось непрочным. Ганнибал после похода на Неаполь и Нуцерию вернулся к этому городу и смог заключить тайный союз с ноланцами: последние должны были после выхода римлян в поле для сражения закрыть ворота и разграбить обоз. Узнав об этом, Марк Клавдий решил нанести по врагу неожиданный удар. В назначенный для сражения день он запретил горожанам приближаться к стенам, выстроил армию (лучшие силы у центральных ворот, новобранцев и легковооружённых — у боковых), в тылу поставил всех нестроевых с кольями (вероятно, для строительства лагеря на случай, если бы вернуться в город не удалось). До этого обе армии каждый день выходили в поле и стояли напротив друг друга, не начиная боя. В этот раз римляне долго не выходили, и Ганнибал решил начать штурм, рассчитывая, что ноланцы ударят римлянам в тыл. Когда карфагеняне приблизились к стенам, римская армия внезапно их атаковала и заставила отступить.
Вероятно, полномасштабного сражения в этот день не было. Тит Ливий передаёт данные о потерях, приведённые другими историками (2 800 погибших карфагенян и 500 римлян), но сомневается в их достоверности. При этом очевидно психологическое значение этого столкновения для римской армии: впервые после каннской катастрофы римляне встретились в открытом бою с Ганнибалом и не были разбиты.
Эти события сделали Марцелла крайне популярным у римского плебса. Поэтому в начале 215 года по результатам плебисцита Марк Клавдий получил полномочия проконсула; это было необычно как потому, что проконсульский империй получил бывший претор, так и потому, что комиции взяли на себя функцию сената. Таким образом был создан прецедент, вероятно, подготовивший назначение проконсулом Испании являвшегося частным лицом Публия Корнелия Сципиона (в будущем Африканского) четырьмя годами позже.
Когда один из консулов 215 года, Луций Постумий Альбин, погиб в бою с галлами, Марк Клавдий стал фаворитом на выборах консула-суффекта. Народ настоял на том, чтобы эти выборы были отложены до возвращения Марцелла, занимавшегося передислокацией двух городских легионов к Свессуле, а потом единодушно выбрал его на освободившуюся должность. Но у Марка Клавдия, вероятно, было много политических противников в сенате, не желавших к тому же, чтобы оба консула были плебеями. Поэтому выборы признали проведёнными неправильно и неугодными богам (на это указывал удар грома), и Марцелл отказался от магистратуры, сохранив власть проконсула. Вместо него был выбран Квинт Фабий Максим.
Марку Клавдию пришлось снова занять Нолу, аристократия которой по-прежнему боялась сочувствовавшего Карфагену плебса. Опираясь на этот город, проконсул начал набеги на земли гирпинов и самнитов, так что Ганнибал счёл себя вынужденным ещё раз попытаться взять Нолу (если верить Ливию, жертвы набегов заявили карфагенскому командующему, что они так пострадали, «как будто при Каннах победил не Ганнибал, а Марцелл»). Под стенами города Марцелл дал противнику сражение, о ходе которого ничего не известно. Ливий сообщает, что римляне заставили врага отступить в лагерь, штурмовать который Марцелл запретил, и называет потери карфагенян: пять тысяч человек убитыми и 600 пленными, а также шесть слонов (четверо погибли, двое попали в плен). Римлян погибло меньше тысячи.
В историографии есть мнение о том, что Ливий это сражение выдумал: Полибий недвусмысленно заявляет, что Ганнибал не проиграл в Италии ни одного сражения. С другой стороны, известно, что Полибий был необъективен, рассказывая о победах Сципиона Африканского; сражение могло просто повлечь меньшие потери для карфагенской стороны и быть более похожим на ничью, чем на победу Рима. При этом в стратегическом смысле столкновение под Нолой, если и имело место, то было выиграно римлянами, которые сохранили контроль над этой частью Кампании.
В выборах консулов на 214 год до н. э. явно побеждали Тит Отацилий Красс и Марк Эмилий Регилл, когда вмешался Квинт Фабий. Действующий консул раскритиковал кандидатов и потребовал повторного голосования по первой трибе; в ходе этого конфликта между аристократическими семьями был достигнут вынужденный компромисс: консулами стали сам Квинт Фабий и Марк Клавдий Марцелл, находившийся в это время при армии, а Отацилий во второй раз получил претуру. Согласно одной из гипотез, это была победа партии «аграриев-консерваторов», возглавляемой Фабием, к которой примкнул и Марцелл.
Во время второго консульства Марцелла в очередной раз возобновилась схватка за Нолу. Местный плебс попросил Ганнибала занять город, а Марк Клавдий, предупреждённый аристократами, ввёл в Нолу отряд в 6 500 воинов. Когда Ганнибал приблизился к городу, Марцелл дал ему бой, заблаговременно направив в обход легата Гая Клавдия Нерона, чтобы тот ударил врагу в тыл. Но Нерон по неизвестной причине оказался на поле битвы только вечером, когда карфагеняне уже отступили в свой лагерь. Ливий сообщает о 2 тысячах убитых у Ганнибала и о 400 у Марцелла; вскоре Ганнибал увёл армию к Таренту.
Оставив в Ноле двухтысячный гарнизон, Марцелл двинулся к Казилину, на помощь осаждавшему город Квинту Фабию. Он убедил последнего продолжать осаду, несмотря на долгое отсутствие успехов, и в конце концов Казилин был взят. После этого Марк Клавдий вернулся в Нолу и некоторое время бездействовал из-за болезни. Выздоровев, он был направлен на новый театр боевых действий.

### Начало войны на Сицилии
Последнее независимое государство Сицилии — Сиракузы — ещё в 215 году до н. э., когда царём здесь стал юный Гиероним, начало склоняться к союзу с Карфагеном. Летом 214 года царь начал открытую войну против Рима; вскоре он был убит заговорщиками, но в последовавшей за этим острой внутриполитической борьбе очень сильными оказались позиции представителей прокарфагенской партии. В этой крайне опасной для Рима ситуации командование на острове получил Марцелл, уже имевший репутацию лучшего полководца республики.
Марк Клавдий прибыл в Сицилию не раньше начала осени 214 года до н. э. Совместно с претором Аппием Клавдием Пульхром он начал переговоры с Сиракузами и даже добился предварительного согласия на возобновление союза, но вскоре ситуация изменилась.
Двое сиракузских магистратов Гиппократ и Эпикид (ставленники Ганнибала и сами наполовину карфагеняне) закрепились в городе Леонтины и начали военные действия против Рима. Марцелл и Пульхр взяли Леонтины штурмом и организовали там расправу; по данным Ливия, казнены были только две тысячи римских перебежчиков (их высекли и обезглавили), но враги Рима утверждали, будто во взятом городе не осталось никого живого. В историографии есть мнения, что так и было на самом деле или что, как минимум, нет данных, чтобы это известие оспорить. Гиппократ и Эпикид смогли спастись, а шедший на соединение с римлянами восьмитысячный отряд сиракузян узнал о расправе римской армии над леонтинцами. Гиппократ и Эпикид использовали шокирующее воздействие таких новостей, чтобы захватить командование, ввели войско в Сиракузы и стали правителями города. Это стало началом полномасштабной войны на острове.
Римляне немедленно осадили Сиракузы (это датируется приблизительно серединой 213 года до н. э.). Пульхр вёл осаду со стороны суши (напротив Гексапил), а Марцелл — со стороны моря, в районе Ахрадины. Римляне рассчитывали быстро взять город, стены которого были очень протяжёнными и не могли везде одинаково хорошо охраняться, но получили сильный отпор. Связано это было как с отличной вписанностью укреплений в ландшафт, так и с деятельностью Архимеда. Этот учёный по просьбе ещё Гиерона II (своего родственника) сконструировал ряд машин, которые теперь оказывали эффективный отпор римлянам.

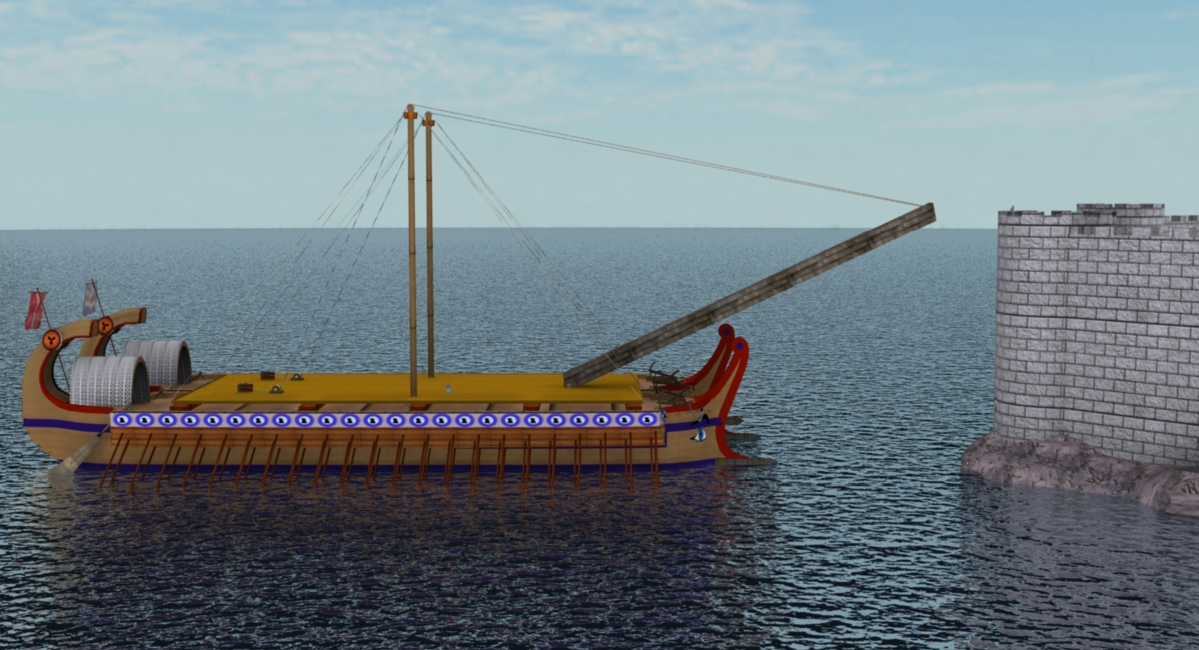
Самбика (реконструкция)

В первом штурме Сиракуз Марцелл двинул на город шестьдесят квинкверем. Одни корабли держались на некотором отдалении, представляя собой «огневую поддержку», другие, скреплённые между собой попарно, везли на своих палубах самбики — огромные лестницы, более высокие, чем стены, а также стенобитные машины и осадные башни. В это же время со стороны суши двинул свои войска Аппий Клавдий.
Но обе атаки провалились — в первую очередь из-за машин Архимеда:

На вражеские суда вдруг стали опускаться укреплённые на стенах брусья и либо топили их силою толчка, либо, схватив железными руками или клювами вроде журавлиных, вытаскивали носом вверх из воды, а потом, кормою вперёд, пускали ко дну, либо, наконец, приведённые в круговое движение скрытыми внутри оттяжными канатами, увлекали за собою корабль и, раскрутив его, швыряли на скалы и утёсы у подножия стены, а моряки погибали мучительной смертью. Нередко взору открывалось ужасное зрелище: поднятый высоко над морем корабль раскачивался в разные стороны до тех пор, пока все до последнего человека не оказывались сброшенными за борт или разнесёнными в клочья, а опустевшее судно разбивалось о стену или вновь падало на воду, когда железные челюсти разжимались.
— Плутарх. Марцелл, 15.

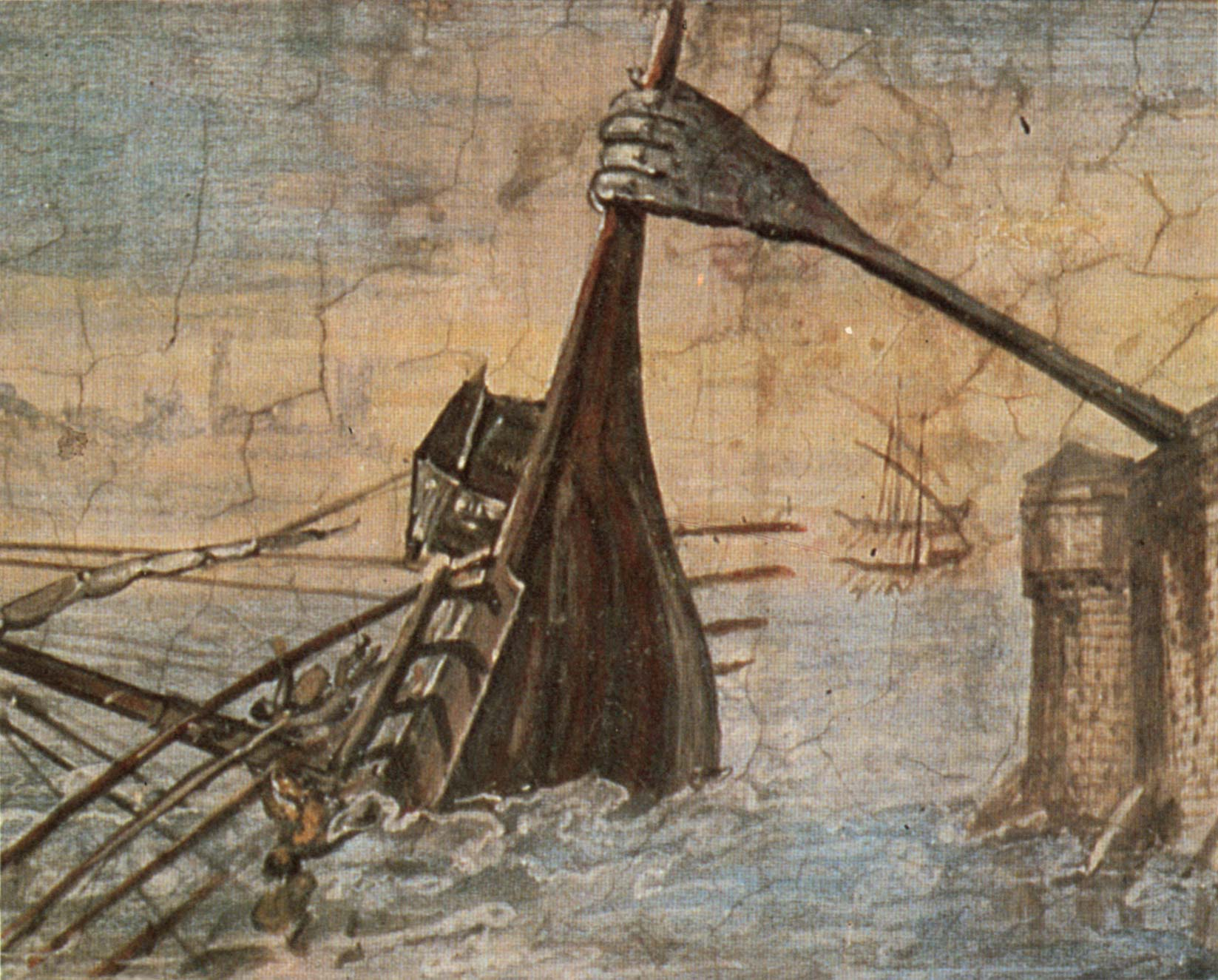
Одна из машин Архимеда топит римский корабль

Источники не сообщают, насколько большие потери понёс в этом бою римский флот. В любом случае штурмующие потерпели полное поражение — в том числе и со стороны суши, где римлян сначала обстреляли камнями и брёвнами, а потом обратили в бегство при помощи машин с «лапами». Марцелл, перегруппировав силы, решился на ночной штурм, но римляне попали под интенсивный обстрел и снова отступили с потерями.
Марк Клавдий, если верить источникам, отнёсся к своим неудачам со своеобразным юмором. Смеясь, он сказал: «Не довольно ли нам воевать с этим Бриареем от геометрии, который вычерпывает из моря наши суда, а потом с позором швыряет их прочь, и превзошёл сказочных сторуких великанов — столько снарядов он в нас мечет!» В конце концов, видя, что его солдаты запуганы изобретениями Архимеда, Марцелл отказался от идеи взять Сиракузы штурмом и перешёл к планомерной осаде.
Чтобы не сидеть без дела, Марк Клавдий с примерно третью армии начал покорять близлежащую часть Сицилии. Он без боя занял города Гелор и Гербез, взял штурмом и сжёг Мегары Гиблейские; И. Шифман отмечает проявленную при этом «чудовищную и обдуманную жестокость». В это время в Гераклее Минойской высадилась 28-тысячная карфагенская армия во главе с Гимильконом, которая взяла Акрагант. Сиракузяне направили на соединение с союзниками 10 тысяч воинов во главе с Гиппократом. Марцелл, отступая к Сиракузам, встретил этот отряд у Акрилл и разбил его, после чего соединился с остальной армией. Карфагеняне же с остатками разбитого греческого отряда тоже подошли к осаждённому городу.
В последующие месяцы обе стороны наращивали своё военное присутствие в Сицилии. В Сиракузы прибыла карфагенская эскадра Бомилькара, а в Панорме высадился ещё один римский легион. Правда, Бомилькар вскоре уплыл обратно, решив, что его миссия лишена смысла. Гимилькон, который не смог спровоцировать Марцелла на большое сражение, двинулся покорять города в глубине острова, получая при этом активную поддержку от местного населения. Ливий сообщает о драматических событиях в Энне: когда горожане потребовали от командира местного римского гарнизона Луция Пинария ключи от крепости, последний, полагая, что таким образом готовится предательство, организовал резню прямо на заседании народного собрания и таким образом сохранил контроль над городом. Марцелл, видимо, не стал осуждать Пинария, и в результате сочувствующих Карфагену на острове стало ещё больше.
Осада Сиракуз затянулась, поскольку блокировать город со стороны моря римляне не смогли. Пульхр в конце 213 года до н. э. уехал в Рим, чтобы участвовать в консульских выборах, так что Марцелл сосредоточил командование в своих руках. Весной 212 года появилась было возможность взять город за счёт помощи изнутри, но эту затею выдал предатель, и все заговорщики (до восьмидесяти человек) были казнены.

### Взятие Сиракуз
Вскоре Марцеллу повезло. Во время переговоров о судьбе одного пленного-спартанца кто-то из римлян (Плутарх утверждает, что это был сам Марк Клавдий) заметил, что в одном месте стена значительно ниже обычного. Когда в Сиракузах начались трёхдневные празднества в честь Артемиды, Марцелл двинул на выбранный участок тысячу тщательно отобранных и подготовленных воинов. Те, не поднимая шума, поднялись на стены, перебили пьяных караульных и впустили основные силы осаждающих в Гексапилы. Только на границе Эпипол римляне подали боевой сигнал, вызвав этим настоящую панику среди сиракузян: последние решили, что враг занял весь город.
Ливий и Плутарх описывают чувства Марцелла в тот день, когда он увидел обречённым на гибель один из крупнейших городов античного мира:

С высоты его глазам открылся город, пожалуй, красивейший по тем временам; говорят, он заплакал, и радуясь окончанию столь важной военной операции, и скорбя о городе и его старинной военной славе. Вспоминался потопленный афинский флот, два огромных войска, уничтоженных вместе с их славными вождями, столько таких трудных войн с карфагенянами, столько мужественных тиранов и царей, и особенно Гиерон, недавно царствовавший, и всё, что даровала ему судьба и личная доблесть… Всё предстало перед его умственным взором, и тут же мелькнула мысль — сейчас всё это вспыхнет и превратится в пепел…
— Тит Ливий. История Рима от основания города, XXV, 24, 11-14.
Марк Клавдий предложил сиракузянам сдать оставшиеся части города, но главную из них — Ахрадину — защищали перебежчики, которые не могли рассчитывать на пощаду и поэтому ответили отказом. Взять Ахрадину штурмом не удалось; защитники холма Эвриал в западной части Эпипол тоже отказывались сдаваться, надеясь на подход карфагенян. Марцелл разбил лагерь на территории города. Его положение было опасным, поскольку римские солдаты рвались грабить богатый город, а противник мог этим воспользоваться для контратаки. Жители тех районов Сиракуз, которые остались без защиты, просили Марка Клавдия не допустить поджогов и убийств. Тот отдал приказ не убивать сиракузян и не обращать их в рабство, но их имущество объявил военной добычей. После этого римляне предались грабежам.
Карфагеняне и греки, пока шло разграбление Сиракуз, бездействовали. Поэтому защитники Эвриала сдали свою позицию римлянам, и те смогли начать полноценную осаду Ахрадины. Эти события заставили сикелов собрать армию до 25 тысяч человек, а Карфаген — прислать новую эскадру. Но Марцелл смог отбить атаки из Ахрадины и из глубины острова. Вскоре в окрестностях Сиракуз началась эпидемия чумы: римляне, стоявшие в городе, пострадали от неё незначительно, а вот карфагенская армия погибла от болезни практически полностью, вместе с командиром. Гиппократ тоже умер, а сикелы разбежались по своим городам.

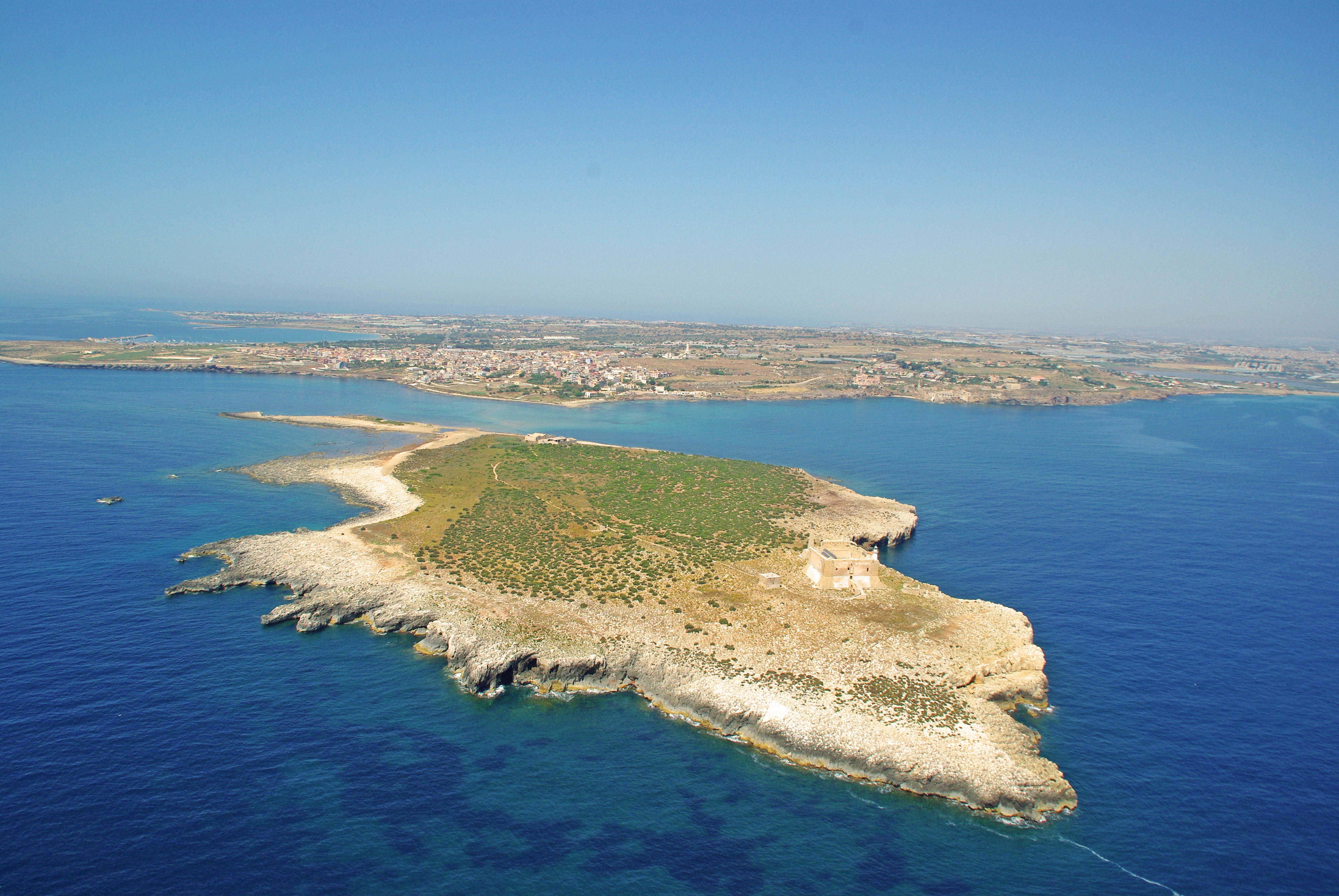
Юго-восточная оконечность Сицилии — мыс Пахин

Весной 211 года до н. э. новая карфагенская эскадра во главе с Бомилькаром двинулась на помощь Сиракузам. Неблагоприятный ветер задержал её у мыса Пахин; тогда Марцелл во главе своего флота двинулся навстречу противнику, чтобы не допустить объединения вражеских сил. Увидев римские корабли, Бомилькар принял неожиданное решение: избежав боя, он взял курс на Тарент. Греки могли понимать это только как отказ Карфагена от борьбы за Сицилию.
Узнав новости, Эпикид бежал из Ахрадины в Акрагант, а представители Сиракуз и ряда других сицилийских городов начали переговоры с Марцеллом о сдаче. Проконсул согласился с сохранением в местных общинах прежних порядков. Но находившиеся в Ахрадине многочисленные перебежчики не хотели сдаваться; когда народное собрание одобрило идею договориться с Римом, перебежчики и поддержавшие их наёмники организовали резню и захватили контроль над этой частью города.
Марцелл заключил тайное соглашение с одним из командиров ахрадинских наёмников — ибером Мерриком. Последний ночью открыл римлянам ворота; поскольку защитники Ортигии побежали на помощь Ахрадине, римляне смогли легко занять Ортигию, а перебежчики, поняв, что поражение неминуемо, начали разбегаться. Тогда Марк Клавдий прервал бой, боясь, что его солдаты разграбят царскую казну.

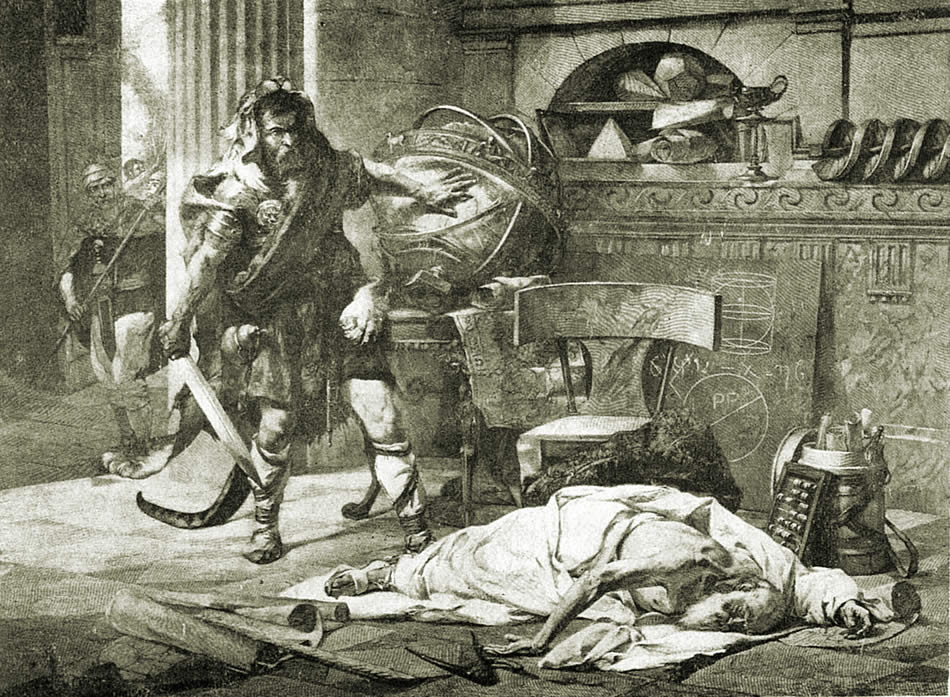
Смерть Архимеда

Защитники Ахрадины смогли беспрепятственно уйти, а Марцелл, взяв под охрану сокровищницу Гиерона, отдал город на разграбление своей армии. «Было явлено много примеров отвратительной жадности, гнусного неистовства». Одной из случайных жертв римлян стал и Архимед. Источники утверждают, что Марцелл не хотел смерти учёного и был очень огорчён случившимся: вероятно, почтительное отношение к Архимеду помогло бы улучшить позиции Рима как в Сицилии, так и в греческом мире в целом.
После взятия Сиракуз противниками Марцелла оставались многие другие греческие города на острове, а также карфагенская армия во главе с Ганноном и Эпикидом, базировавшаяся в Акраганте и получившая от Ганнибала вспомогательный корпус во главе с Муттином. Марк Клавдий смог ценой уступок заключить договоры с рядом местных общин; так, жители Тавромения добились запрета на размещение в их городе римского гарнизона и освобождения от воинских наборов.
Карфагеняне активизировали свои действия: на реке Гимера Муттин атаковал армию Марцелла и заставил её отступить в лагерь. Правда, сразу после этого Муттину пришлось на время оставить войско. Он попросил Ганнона и Эпикида не начинать новый бой без него, но Ганнон, испытывавший сильную неприязнь к Муттину, поступил по-своему. В новом сражении нумидийские конники, доверявшие только Муттину, воздержались от участия в схватке (о чём заблаговременно предупредили римлян), и благодаря этому Марцелл одержал лёгкую победу.
Вскоре после этого (в конце лета 211 года до н. э.) Марк Клавдий сдал командование в Сицилии претору Марку Корнелию Цетегу и вернулся в Рим.

### Последние годы
В Риме Марцелл отчитался перед сенатом о своих победах и попросил триумфа, но «отцы» ограничились присуждением ему овации, поскольку война в Сицилии не закончилась. Впрочем, Марк Клавдий сам отпраздновал триумф на Альбанской горе.
Политические противники Марцелла постарались использовать многочисленные эксцессы, происходившие во время его сицилийского командования, чтобы скомпрометировать Марка Клавдия. Особые усилия для этого приложил Марк Корнелий Цетег, отпустивший в Рим множество сицилийских греков с жалобами. Сенаторы, рассмотрев эти жалобы, признали Марцелла невиновным.
На выборах того же года Марк Клавдий был избран консулом вместе с Марком Валерием Левином (сначала лидировали Тит Манлий Торкват и Тит Отацилий, но первый из них взял самоотвод из-за глазной болезни). Один из консулов должен был получить Италию и командование в войне с Ганнибалом, а другой — командование в Сицилии. По жребию вести войну на острове снова выпало Марцеллу, и это привело греков в ужас: в траурных одеждах они умоляли сенаторов пересмотреть это решение, говоря, что «лучше их острову погибнуть от огней Этны или погрузиться в море, чем он будет отдан на расправу врагу». В конце концов сенат приказал консулам обменяться провинциями: Марцелл остался в Италии.
Уже в начале года консулам пришлось иметь дело с внутренними проблемами: чтобы найти деньги на жалованье гребцам, Марцелл и Левин обложили поборами граждан. Это вызвало бурю возмущения, которую удалось унять, только когда сенаторы показали пример, сдав на военные нужды всё золото, серебро и даже медь.
Затем Марцелл начал военные действия на юге Италии. Благодаря тайному союзу с видным аристократом Блатием он смог взять город Салапия и уничтожить местный гарнизон — 500 нумидийцев. В результате Ганнибал потерял своё превосходство в коннице. Затем Марк Клавдий взял Марморею и Мелы в Самнии. Когда Ганнибал уничтожил войско проконсула Гнея Фульвия Центумала при Гердонии, Марцелл написал сенату, что не даст врагу долго радоваться, и предложил карфагенянам сражение в Лукании. В серии боёв под Нумистроном и Венузией никому не удалось добиться решающего перевеса, но Ганнибал всё же отступил.
В 209 году до н. э. полномочия Марцелла были продлены. Его задачей было вместе с одним из консулов Квинтом Фульвием Флакком сдерживать Ганнибала, пока второй консул, Квинт Фабий Максим, борется за Тарент. Марк Клавдий сблизился с врагом у Канузия, где произошло затяжное сражение. В первый день ни на чьей стороне не было перевеса, на второй день потерпели частичное поражение римляне, на третий — карфагеняне. Впрочем, когда ночью Ганнибал ушёл в Бруттий, Марцелл не смог последовать за ним из-за многочисленных раненых. Тем не менее задача была выполнена: Квинт Фабий взял Тарент, и территория, контролируемая Ганнибалом, сократилась до Бруттия и части Лукании.
В конце того же года Марцелл был в пятый раз избран консулом. Его коллегой стал патриций Тит Квинкций Криспин; оба консула получили командование в Италии, и Марк Клавдий сохранил за собой прежнюю армию, зимовавшую в Венузии. Действуя совместно, Марцелл и Криспин предлагали Ганнибалу сражение в Апулии, но тот не принимал бой, понимая, что соотношение сил не в его пользу. Противостояние двух армий затянулось.
Между противоборствующими сторонами находилась цепь лесистых холмов. Марцелл решил лично провести там разведку; с отрядом в 250 человек, в сопровождении второго консула, двух военных трибунов (одним из них был сын Марцелла) и двух префектов союзников он отправился на рекогносцировку. Случайно в этот самый день конница Ганнибала организовала в этих холмах засаду: внезапно напав, нумидийцы убили сорок всадников противника, включая одного военного трибуна, одного префекта союзников и Марцелла-старшего. Криспин и Марцелл-младший смогли спастись, причём первый из них через несколько дней тоже умер от ран. Согласно Аппиану, Марк Клавдий возглавил преследование нумидийцев и слишком увлёкся.
Ганнибал, согласно Плутарху, узнав о гибели Марцелла, лично прибыл на место схватки и долго стоял над телом консула, не выказав никакой радости. Он приказал предать труп огню, а пепел отправить сыну погибшего. Марцелл-младший произнёс над прахом отца погребальную речь.

## Потомки
Сыном Марка Клавдия был консул 196 года до н. э. того же имени. Его потомками являются все последующие Марцеллы, которые ещё в I веке до н. э. считались патронами всей Сицилии. Последним представителем этого семейства стал племянник и гипотетический наследник Октавиана Августа.

## Оценки
Суждения античных авторов о личности Марка Клавдия могли, по предположению Ф. Мюнцера, восходить к надгробной речи Марцелла-младшего. Её текст сохранился, по крайней мере, до времён братьев Гракхов и стал одним из источников для анналиста Луция Целия Антипатра. Основным содержанием речи стало описание заслуг умершего; возможно, на неё опирался Октавиан Август, описывая в другой погребальной речи достоинства своего безвременно ушедшего племянника, носившего то же имя — Марк Клавдий Марцелл. Затем Тит Ливий повторил похвалы Марцеллу в своей «Истории Рима от основания города», а Плутарх, используя этот труд, написал психологический портрет Марка Клавдия в одном из своих «Сравнительных жизнеописаний».
Согласно Плутарху, Марцелл был «от природы воинствен, но свою неукротимую гордыню обнаруживал лишь в сражениях, а в остальное время отличался сдержанностью и человеколюбием». Греческий историк видел в Марке Клавдии не только храбрость, но и великодушие (правда, сочетавшееся со склонностью к жестокости). При этом Плутарх не одобрял готовность Марцелла подвергать себя опасности, приведшую его к печальному концу: он погиб «словно бы в угоду собственной прихоти, а не ради отечества».

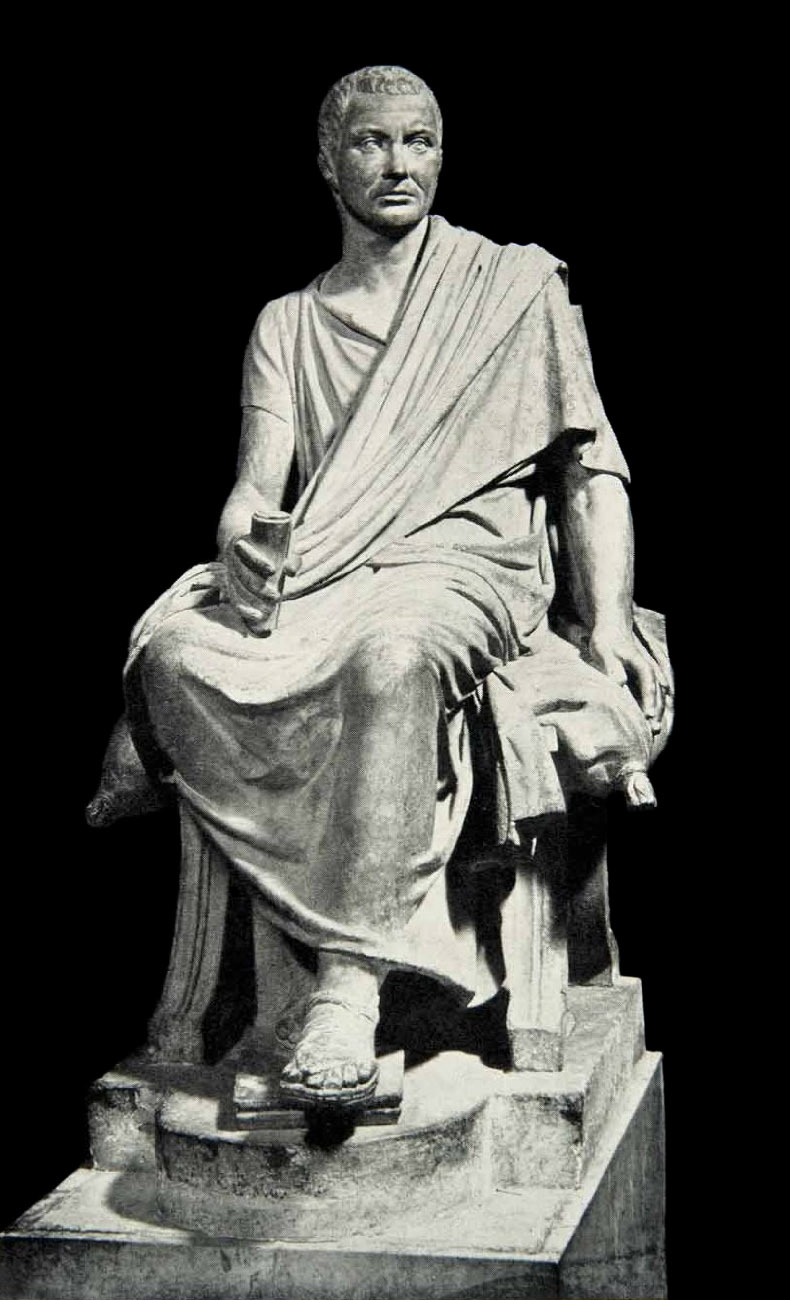
Статуя Марка Клавдия Марцелла (Капитолийский музей, Рим)

Многие античные авторы пишут о победе Марцелла над царём гесатов Бритомартом и принесении в жертву Юпитеру-Феретрию доспехов побеждённого как о выдающемся достижении. Марк Клавдий стал третьим (после Ромула и Авла Корнелия Косса) и последним римлянином, который, возглавляя в сражении армию, победил в поединке вражеского предводителя. Доспехи Бритомарта стали уникальной жертвой богам (Spolia opima).
Согласно Плутарху, Марцелл стал первым, кто после непрерывного ряда поражений во Второй Пунической войне «избавил войско от долгого страха и уныния, кто, увещая и ободряя, снова вдохнул в него ревность к славе и боевой задор, а главное — не уступать победу при первом же натиске, но упорно за неё сражаться». Позже он «первым из военачальников сменил осторожность на отвагу и тем самым дал иное направление всему ходу войны». За свою особую роль в этом конфликте Марк Клавдий получил прозвище «Меч Италии», тогда как «Щитом» прозвали Квинта Фабия Максима. Переломное значение боёв под Нолой подтверждают и в историографии. При этом Т. Моммзен даже считал Марцелла самым выдающимся римским полководцем за всю войну, видя в нём «юношеский воинственный пыл» в том числе и в очень зрелом возрасте. Но установить какие-либо особенности военной тактики и стратегии Марка Клавдия представляется невозможным из-за дефицита источников.
В историографии Марка Клавдия причисляют к аристократической «партии», которую возглавляли Фабии. К этой группировке принадлежали также Атилии, Манлии, Фульвии и другие влиятельные семейства; она боролась за власть против Корнелиев и Эмилиев. Антиковед С. Лансель называет «партию» Фабиев и Клавдиев «партией аграриев-консерваторов». Тот факт, что Марцелл благодаря избраниям в консулы и продлению полномочий осуществлял самостоятельное командование в течение восьми лет (215—208 годы до н. э.), историки признают одним из проявлений временного кризиса римской политической системы, связанного с Ганнибаловой войной.
После взятия Сиракуз Марк Клавдий привёз в Рим в качестве добычи огромное количество греческих культурных ценностей, которыми украсил Капитолий и основанный им храм у Капенских ворот. Благодаря этому усилилось влияние эллинской культуры на разные стороны жизни римского общества. По словам Плутарха, Марцелл «научил невежественных римлян ценить замечательные красоты Эллады и восхищаться ими». Он испытывал большую симпатию к греческой культуре, но при этом из-за нехватки времени «не достиг той степени учёности, к которой стремился».
Осада Марцеллом Сиракуз изображена в советском мультфильме «Коля, Оля и Архимед».

## В кино
- «Осада Сиракуз»[англ.] (L’assedio di Siracusa) — художественный фильм режиссёра Пьетро Франчиши (Италия, 1960), в роли Марцелла — Альберто Фарнезе.